# Jump Then Fall
Jump Then Fall è un brano musicale della cantautrice statunitense Taylor Swift, contenuto nella riedizione del suo secondo album in studio Fearless: Platinum Edition, pubblicata il 26 ottobre 2009. Il brano, nonostante non abbia mai avuto nessuna pubblicazione ufficiale, è entrato in classifica nella Billboard Hot 100, nella Billboard Country Songs e nella Billboard Canadian Hot 100. Il singolo è stato certificato disco d'oro dalla RIAA, avendo superato la soglia delle 500 000 copie vendute, grazie ai download digitali.
Il brano ha raggiunto la vetta della classifica di iTunes US la mattina dopo la pubblicazione della Platinum Edition. In una recensione di Tha Good Life la cantante in questo brano è stata paragonata a Miranda Lambert ed è stata sottolineata una certa maturità emersa nei brani della nuova edizione di Fearless.

## Classifiche
| Classifica            | Posizione massima |
| --------------------- | ----------------- |
| Canada                | 14                |
| Stati Uniti           | 10                |
| Stati Uniti (country) | 59                |

## Jump Then Fall (Taylor's Version)
In seguito alla controversia con la sua precedente casa discografica e la vendita dei master delle pubblicazioni precedenti al suo contratto con la Republic Records, Swift ha cominciato a ri-registrare tutta la sua discografia dal 2006 al 2019, includendo anche brani non inclusi in alcun album in studio. Ogni reincisione presenta la dicitura Taylor's Version nel titolo, per distinguerla dall'incisione originale e quindi dal master non di proprietà della cantautrice.
Il 9 aprile 2021 Taylor Swift ha ripubblicato il brano sotto il nome Jump Then Fall (Taylor's Version), incluso nell'album Fearless (Taylor's Version).